# Ґеорґ фон Браун
Ґеорґ фон Браун (швед. Georg von Braun, 21 березня 1886 — 23 серпня 1972) — шведський вершник.
Олімпійський чемпіон 1920 (командне триборство), 1924 (командний конкур) років.